# Po tragedii Posejdona
Po tragedii Posejdona (ang. Beyond the Poseidon Adventure) – amerykański film katastroficzny z 1979 roku, na podstawie powieści Paula Gallico.
Film otrzymał negatywne oceny od krytyków. Serwis Rotten Tomatoes przyznał mu wynik 0%.

## Obsada
- Michael Caine – kapitan Mike Turner
- Sally Field – Celeste Whitman
- Telly Savalas – kapitan Stefan Svevo
- Peter Boyle – Frank Mazzetti
- Jack Warden – Harold Meredith
- Shirley Knight – Hannah Meredith
- Shirley Jones – pielęgniarka Gina Rowe
- Karl Malden – Wilbur Hubbard
- Slim Pickens – Dewey „Tex” Hopkins
- Veronica Hamel – Suzanne Constantine
- Angela Cartwright – Theresa Mazzetti
- Mark Harmon – Larry Simpson
- Paul Picerni – Kurt
- Patrick Culliton – Doyle
- Dean Raphael Ferrandini – Castorp

## Fabuła
Film kontynuuje historię z zakończenia filmu Tragedia „Posejdona”. Grupa rozbitków pod wodzą wielebnego Scotta została ocalona. Kapitan holownika Mike Turner znajduje wrak okrętu. Wraz z drugim matem Wilburem i pasażerką Celeste Whitman organizuje przeszukanie wraku w celu odnalezienia ładunku holownika Jenny, który rozbił się w czasie tej samej burzy, która wywróciła Posejdona. W ślad za nimi wyrusza kapitan Stefan Svevo, który podszywa się pod lekarza. Szukają osoby, która przekazała sygnał S.O.S. z okrętu. Tak naprawdę poszukują złota i zaginionej platyny. Ale plan Svevo legnie w gruzach, gdy wraz ze swoimi ludźmi zostaje uwięziony we wraku...